# 470'erne f.Kr.
Århundreder: 6. århundrede f.Kr. – 5. århundrede f.Kr. – 4. århundrede f.Kr.
Årtier: 520'erne f.Kr. 510'erne f.Kr. 500'erne f.Kr. 490'erne f.Kr. 480'erne f.Kr. – 470'erne f.Kr. – 460'erne f.Kr. 450'erne f.Kr. 440'erne f.Kr. 430'erne f.Kr. 420'erne f.Kr.
År: 479 f.Kr. 478 f.Kr. 477 f.Kr. 476 f.Kr. 475 f.Kr. 474 f.Kr. 473 f.Kr. 472 f.Kr. 471 f.Kr. 470 f.Kr.